# Abdera (gênero)
Abdera  (Stephens 1832) é um género de insectos, pertencentes à subclasse dos pterigotos, à superordem dos endopterigotos e à ordem dos coleópteros. São insectos heterómeros, de tamanho pequeno, e incluem a espécie A. bifasciata, que costuma aparecer nas madeiras em decomposição. Esta espécie, oriunda da Europa, foi importada para a América para contribuir para a exterminação da praga provocada pela lagarta europeia (Lymamria dispor), de cujo ovo é parasita; é frequente observar, nas azinheiras atacadas pela lagarta, fêmeas deste género, que se passeiam sobre as posturas de ovos da lagarta, sobre os quais depositam os seus ovos. 

## Espécies
- Abdera affinis
- Abdera bicinctus
- Abdera bifasciata
- Abdera biflexuosa
- Abdera firma
- Abdera flexuosa
- Abdera quadrifasciata
- Abdera trisignata
- Abdera triguttata